# روزناو (براندنبورگ)
روزناو (به آلمانی: Rosenau) یک شهر در آلمان است که در پوتسدام-میتلمارک واقع شده‌است. روزناو ۹۸۵ نفر جمعیت دارد.